# 費爾普萊鎮區 (阿肯色州薩林縣)
費爾普萊鎮區（英語：Fairplay Township）是位於美國阿肯色州薩林縣的一個行政鎮區。

## 地方資料
費爾普萊鎮區的面積為54.19平方千米，當中陸地面積為54.00平方千米，而水域面積為0.19平方千米。根據2010年美國人口普查的數據，當地共有人口2184人，而人口密度為每平方千米40.3人。